# R–31 Dupla
Az R–31 Dupla egy kétüléses, kétkormányos, teljesen fémépítésű kiképző vitorlázó repülőgép. Csak egy prototípusa készült el.

## Története
A gépet Rubik Ernő tervezte az 1980-as évek elején. Az R–26S Góbé utódjának szánta, egy ahhoz hasonlóan olcsó és könnyű vitorlázó repülőgép kifejlesztése volt a cél. Az R–31 Duplánál Rubik visszatért az R–15 Koma típusú gépénél alkalmazott koncepcióhoz, amelynél az oktató és a növendék egymás mellett foglalt helyet. A gép szerkezete az 1960-as évektől épített fém gépcsalád konstrukciós megoldásait követte. Az akkor már a tervező munkától visszavonult, nyugdíjasként élő Rubik saját költségén a garázsában kezdte el építeni, majd az MHSZ támogatásával a budaörsi repülőtér egyik műhelyében folytatták a munkát. A gép 1983-ban repült először Budaörsön. 1983–1986 között 26 felszállással és nyolc órányi összes repült idővel repülési teszteket végeztek vele, a gépet Matuz István berepülőpilóta vezette a tesztek alatt. A repülő-tulajdonságai azonban jelentősen elmaradtak a várakozásoktól, teljesítménye nem érte el a Góbéét. A tesztek során minden sebességtartományban vibráció jelentkezett, amelyet nem tudtak megszüntetni, ezért 1986-ban a további munkálatokat és teszteket feladták. Az egyetlen elkészült prototípus a Közlekedési Múzeum Repüléstörténeti Kiállításához került.

## Szerkezeti kialakítása és műszaki jellemzői
Fémépítésű, szabadonhordó, középszárnyas vitorlázó repülőgép. A hullámosított falú könnyűfém csőből készült főtartó előtti szárnyrész lemezborítást kapott, míg a főtartó mögötti rész vászonborítású. A 3 fokos pozitív V-beállítású szárny állandó húrhosszúságú. Réselt csűrőkkel van felszerelve. A csűrők mellett, a szárny középső részénél helyezkednek el a 90 fokra kitéríthető fékszárnyak. A fékszárny és a törzs között pedig réselt ívelőlap kapott helyet. 
A törzs elülső és középső része fémcsövekből kialakított rácsszerkezet, amely könnyűfémlemez- és vászonborítást kapott. A törzs hátsó része hátrafelé csökkenő keresztmetszetű, kúpos kialakítású, könnyűfémlemez-borítással. A törzs elülső részében kialakított pilótafülkében a növendék és az oktató ülése egymás mellett kapott helyet. A csűrőt és a magassági kormányt mozgató egy darab botkormány középen, a két pilóta között kapott helyet. A botkormány fogantyúja mindkét oldalra egy paralelogramma kialakítású mechanizmussal nyúlik a két pilóta elé. A fékszárny kezelőszervét a két pilóta fölött, középen helyezték el.
A vezérsíkok hagyományos elrendezésűek. A merev részei könnyűfém borításúak, a kormányfelületek vászonborításúak. A vízszintes vezérsíkot alulról dúcokkal merevítették. Az oldalkormány részleges aerodinamikai kiegyenlítésű.
A repülőgép motoros vontatással  és orr-, valamint súlypont-csörléssel indítható.

## Műszaki adatok

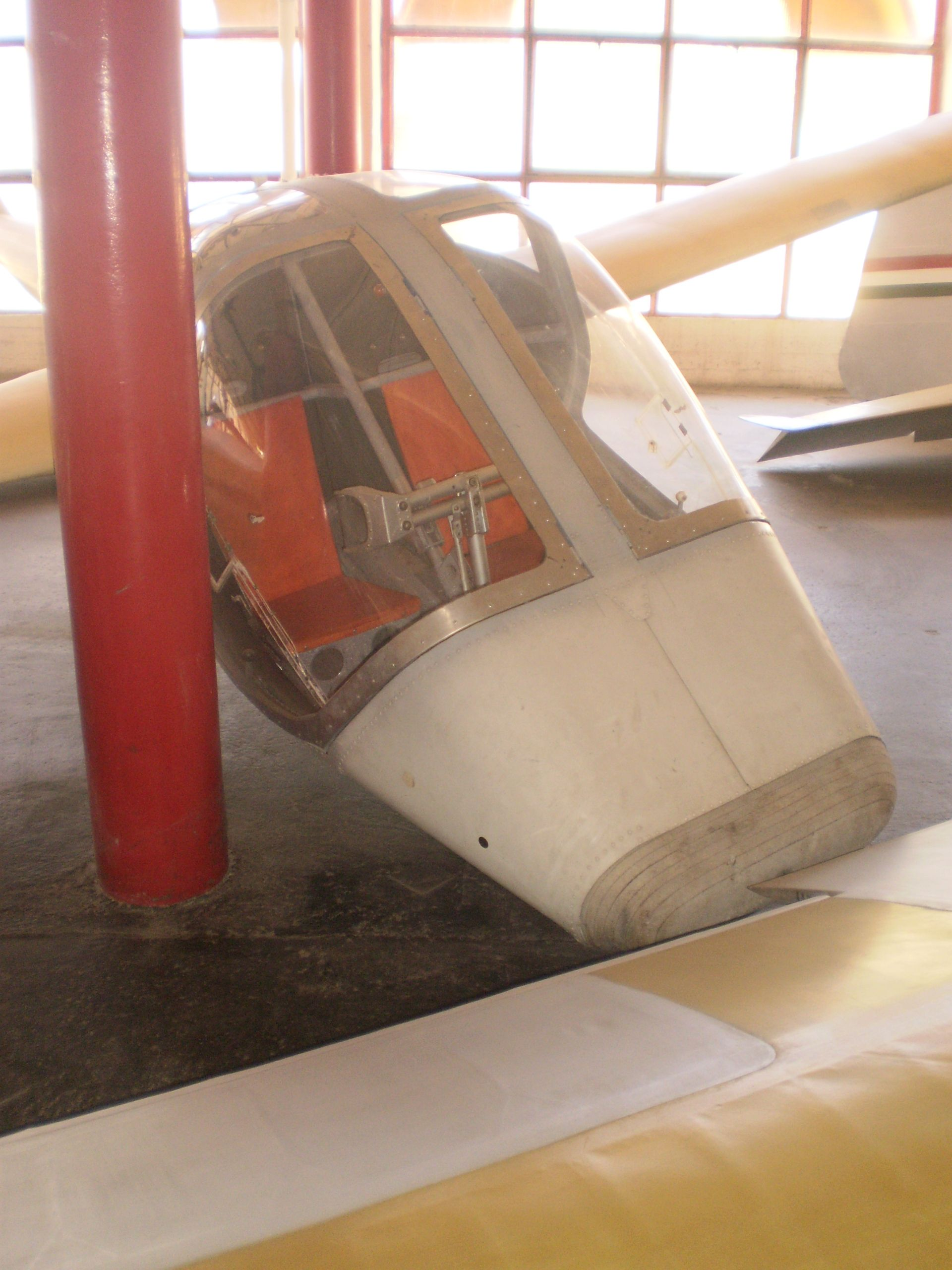
Az R–31 Dupla elölről

### Geometriai méretek és tömegadatok
- Hossz: 7,50 m
- Fesztáv: 13,00 m
- Magasság: 1,36 m
- Szárnyfelület: 15,00 m²
- Oldalviszony: 11,3
- Húrhossz: 1,2 m (állandó)
- Szerkezeti tömeg: 188 kg
- Hasznos terhelés: 200 kg
- Maximális felszálló tömeg: 390 kg
- Szárny felületi terhelése: 26 kg/m²

### Repülési és teljesítményadatok
- Legjobb siklószám: 22
- Legkisebb merülési sebesség: 1,3 m/s (72 km/h-nál)
- Maximális sebesség: 160 km/h
- Maximális sebesség nyitott fékszárnyakkal: 160 km/h
- Maximális vontatási sebesség: 100 km/h
- Legkisebb sebesség: 55 km/h

## Külső hivatkozások
- Fénykép a prototípusról a  Közlekedési Múzeum Repüléstörténeti Kiállításán